# 多夫戈莫斯季西卡
49°46′23″N 23°25′28″E / 49.77306°N 23.42444°E
多夫戈莫斯季西卡（烏克蘭語：Довгомостиська），是烏克蘭西部的村莊，隸屬利維夫州的亞沃里夫區。該村始建於1589年，面積1平方公里，海拔高度236米，2001年人口775，人口密度每平方公里775人。